# Admiral's House
La Admiral's House  es una casa histórica ubicada en Nueva York, Nueva York. La Admiral's House se encuentra inscrita  en el Registro Nacional de Lugares Históricos desde el 24 de julio de 1972.  